# Emma Strada
Emma Strada (Torino, 18 novembre 1884 – Torino, 26 settembre 1970) è stata un'ingegnera italiana, la prima donna in Italia a laurearsi in ingegneria civile, conseguendo la laurea il 5 settembre 1908.

## Biografia
Nata il 18 novembre del 1884 a Torino, figlia di Ernesto, anche lui ingegnere civile che aveva uno studio tecnico di progettazioni e impianti industriali e civili. Si iscrisse al Liceo classico Massimo d'Azeglio dove conseguì la maturità nel 1903. Ebbe anche un fratello, Eugenio, altro ingegnere. Fu la prima donna a laurearsi in ingegneria civile in Italia, il 5 settembre 1908 al Politecnico di Torino. Si laureò con il massimo dei voti, classificandosi terza su 62 partecipanti al corso. 
Ella lavorava nello studio tecnico del padre che si occupava della realizzazione di acquedotti, gallerie e miniere, infatti il primo progetto di Emma Strada fu la realizzazione di una galleria di accesso ad una miniera di Ollomont in Val d'Aosta, successivamente, trasferitasi in Calabria (1909-10), si occupò della progettazione e costruzione dell´automotofunicolare di Catanzaro e della costruzione del ramo calabrese dell’acquedotto pugliese.
Negli anni 1909-1915 fu assistente straordinaria del prof. Luigi Pagliani,  docente e  direttore del Gabinetto di Igiene Industriale presso l’Università  degli Studi di Torino. Nel 1925 le venne affidato l’incarico di progettare e dirigere le operazioni di scavo di una miniera d’oro vicino a Macugnaga, nei pressi del Monte Rosa.
Per promuovere il lavoro delle donne nel campo della scienza e della tecnologia, fondò nel 1957 insieme a Laura Lange, Ines del Tetto, Lidia Lanzi, Vittoria Ilardi, Anna Enrichetta Amour, Alessandra Bonfanti e Adelina Racheli l'Associazione Italiana Donne Ingegnere e Architetti (AIDIA), di cui diventò la prima presidente. 
Emma Strada fu fervente monarchica e  per molti anni  trascorreva ogni mattina nella sede dell’associazione monarchica torinese come organizzatrice e animatrice. Era molto legata al re Umberto II in esilio che la apprezzava e la stimava. Fu insignita di importanti onorificenze sabaude.

## Riconoscimenti
Il 7 giugno del 2022 la Sala Ex Consiglio di Facoltà del Politecnico di Torino le è stata intitolata.